# Asyndetus connexus
Asyndetus connexus är en tvåvingeart som först beskrevs av Becker 1902.  Asyndetus connexus ingår i släktet Asyndetus och familjen styltflugor. Inga underarter finns listade i Catalogue of Life.